# Saint-Vaast-en-Auge
Pour les articles homonymes, voir Saint-Vaast.
Saint-Vaast-en-Auge est une commune française, située dans le département du Calvados en région Normandie, peuplée de 115 habitants.

## Géographie
| Villers-sur-Mer, Gonneville-sur-Mer  | Villers-sur-Mer     | Villers-sur-Mer   |
| Gonneville-sur-Mer                   | Saint-Vaast-en-Auge | Villers-sur-Mer   |
| Gonneville-sur-Mer, Douville-en-Auge | Heuland, Branville  | Saint-Pierre-Azif |

### Hydrographie
La commune est située dans le bassin Seine-Normandie. Elle est drainée par le ruisseau du Vaunoy, le ruisseau de Saint-Vaast et le ruisseau de Valadre,,.

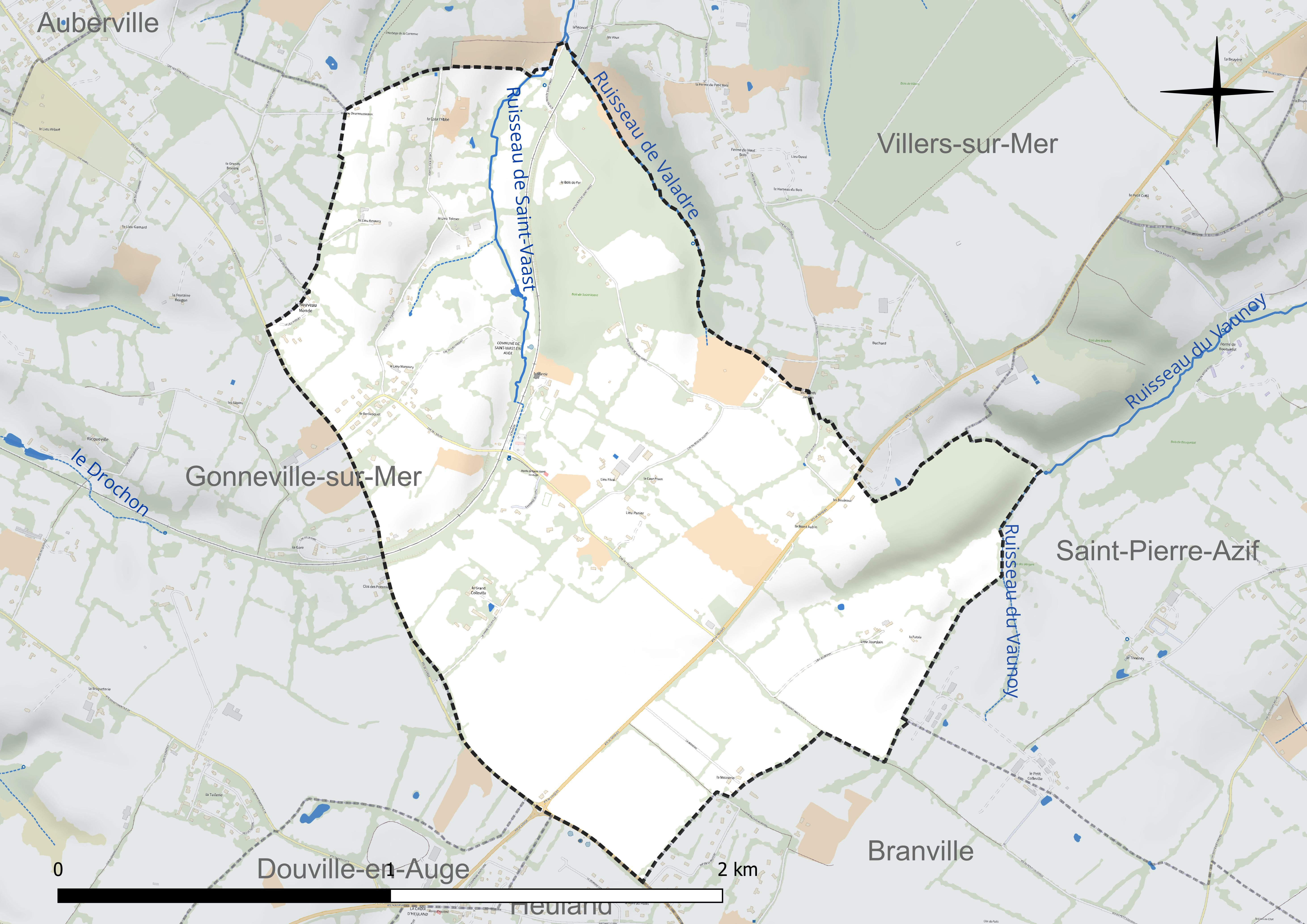
Réseau hydrographique de Saint-Vaast-en-Auge.

### Climat
Pour des articles plus généraux, voir Climat de la Normandie et Climat du Calvados.
En 2010, le climat de la commune est de type climat océanique franc, selon une étude du CNRS s'appuyant sur une série de données couvrant la période 1971-2000. En 2020, Météo-France publie une typologie des climats de la France métropolitaine dans laquelle la commune est exposée à un climat océanique et est dans la région climatique  Côtes de la Manche orientale, caractérisée par un faible ensoleillement (1 550 h/an) ; forte humidité de l'air (plus de 20 h/jour avec humidité relative > 80 % en hiver), vents forts fréquents. Parallèlement le GIEC normand, un groupe régional d'experts sur le climat, différencie quant à lui, dans une étude de 2020, trois grands types de climats pour la région Normandie, nuancés à une échelle plus fine par les facteurs géographiques locaux. La commune est, selon ce zonage, exposée à un « climat des plateaux abrités », correspondant à la plaine agricole de Caen à Falaise, sous le vent des collines de Normandie et proche de la mer, se caractérisant par une pluviométrie et des contraintes thermiques modérées.
Pour la période 1971-2000, la température annuelle moyenne est de 10,2 °C, avec  une amplitude thermique annuelle de 12,3 °C. Le cumul annuel moyen de précipitations est de 849 mm, avec 12,4 jours de précipitations en janvier et 8,3 jours en juillet. Pour la période 1991-2020, la température moyenne annuelle observée sur la station météorologique la plus proche, située sur la commune de Deauville à 9 km à vol d'oiseau, est de 0,0 °C et le cumul annuel moyen de précipitations est de 0,0 mm. Pour l'avenir, les paramètres climatiques de la commune estimés pour 2050 selon différents scénarios d'émission de gaz à effet de serre sont consultables sur un site dédié publié par Météo-France en novembre 2022.

## Urbanisme

### Typologie
Au 1er janvier 2024, Saint-Vaast-en-Auge est catégorisée commune rurale à habitat très dispersé, selon la nouvelle grille communale de densité à 7 niveaux définie par l'Insee en 2022.
Elle appartient à l'unité urbaine de Dives-sur-Mer, une agglomération intra-départementale dont elle est une commune de la banlieue,. Par ailleurs la commune fait partie de l'aire d'attraction de Trouville-sur-Mer, dont elle est une commune de la couronne,. Cette aire, qui regroupe 35 communes, est catégorisée dans les aires de moins de 50 000 habitants,.

### Occupation des sols
L'occupation des sols de la commune, telle qu'elle ressort de la base de données européenne d'occupation biophysique des sols Corine Land Cover (CLC), est marquée par l'importance des territoires agricoles (95,8 % en 2018), une proportion identique à celle de 1990 (95,8 %). La répartition détaillée en 2018 est la suivante : 
prairies (66,3 %), terres arables (14,9 %), zones agricoles hétérogènes (14,6 %), forêts (4,2 %). L'évolution de l'occupation des sols de la commune et de ses infrastructures peut être observée sur les différentes représentations cartographiques du territoire : la carte de Cassini (XVIIIe siècle), la carte d'état-major (1820-1866) et les cartes ou photos aériennes de l'IGN pour la période actuelle (1950 à aujourd'hui).

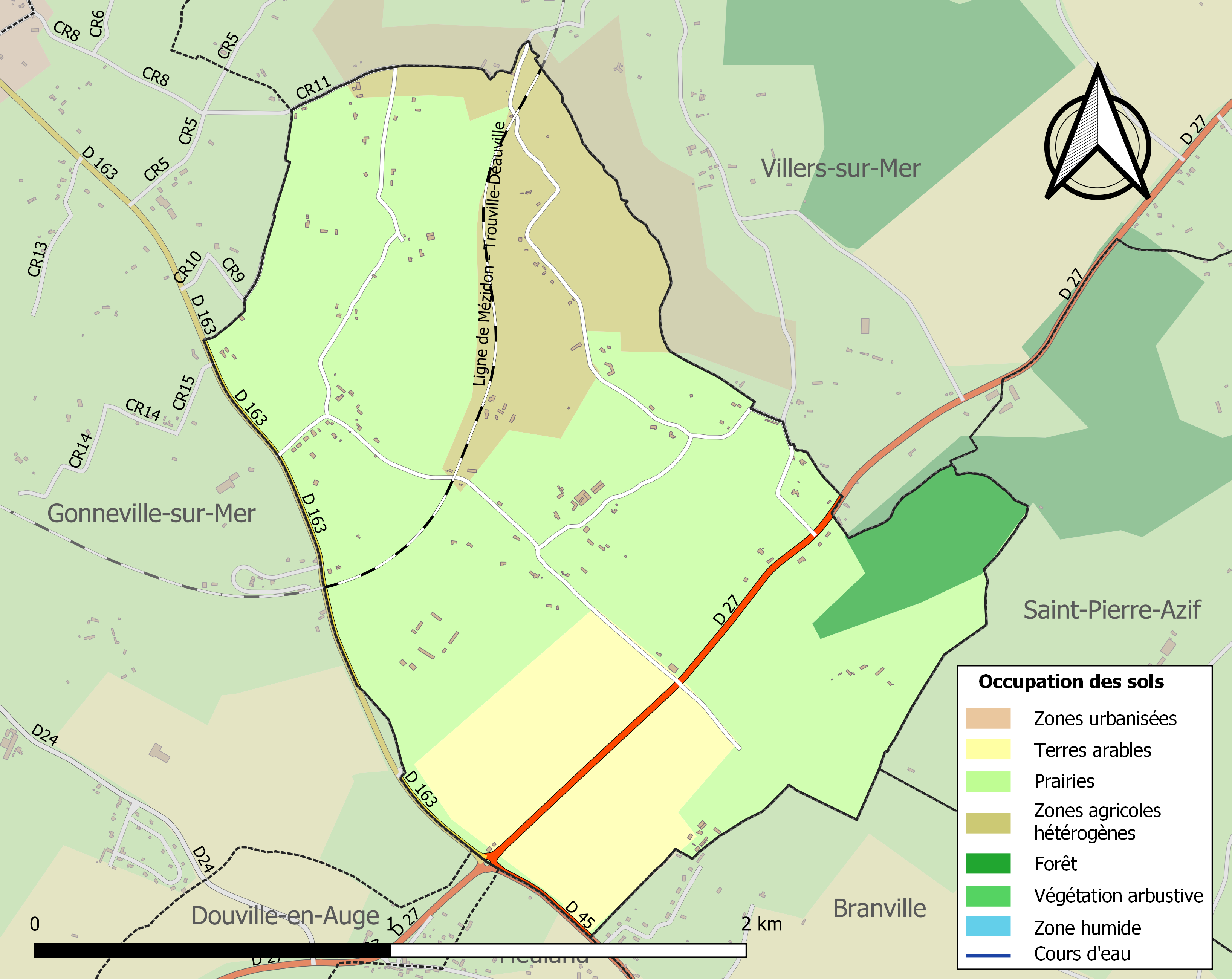
Carte des infrastructures et de l'occupation des sols de la commune en 2018 (CLC).

## Toponymie
Le nom de la localité est attesté sous la forme Sanctus Vedastus en 1198, ecclesia Sancti Vedasti vers 1350, Saint-Vaast en 1801.
La dédicace de l'église à saint Vaast s'explique certainement par la présence d'une de ses connaissances à la tête de l'évêché de Bayeux au VIe siècle, saint Vigor, évangélisateur du Bessin.
En 1911, Saint-Vaast devient Saint-Vaast-en-Auge.
Le pays d'Auge est une région naturelle et traditionnelle de Normandie.
Le gentilé est Védastien.

## Politique et administration

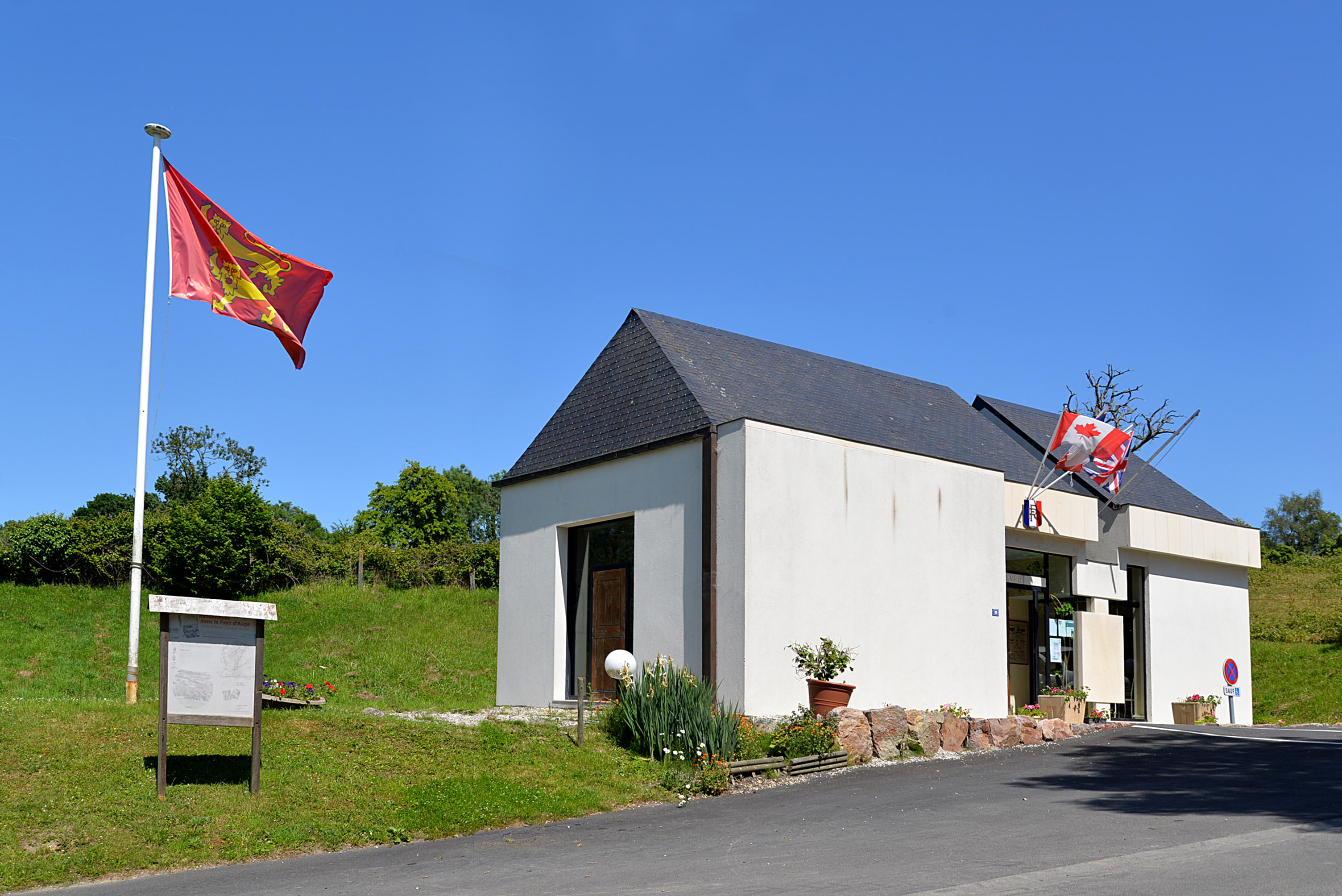
La mairie.

| Période                                  | Période   | Identité          | Étiquette | Qualité                   |
| ---------------------------------------- | --------- | ----------------- | --------- | ------------------------- |
| 1966                                     | mars 2008 | Paul Borel        |           |                           |
| mars 2008                                | mai 2020  | Claude Louis      | SE        | Chef de chantier retraité |
| mai 2020                                 | En cours  | Philippe Blavette | SE        | Agent territorial         |
| Les données manquantes sont à compléter. |           |                   |           |                           |

## Démographie
L'évolution du nombre d'habitants est connue à travers les recensements de la population effectués dans la commune depuis 1793. Pour les communes de moins de 10 000 habitants, une enquête de recensement portant sur toute la population est réalisée tous les cinq ans, les populations de référence des années intermédiaires étant quant à elles estimées par interpolation ou extrapolation. Pour la commune, le premier recensement exhaustif entrant dans le cadre du nouveau dispositif a été réalisé en 2008.
En 2022, la commune comptait 115 habitants, en évolution de +21,05 % par rapport à 2016 (Calvados : +1,58 %, France hors Mayotte : +2,11 %).
Au premier recensement républicain, en 1793, Saint-Vaast comptait 327 habitants, population jamais atteinte depuis.
| 1793 | 1800 | 1806 | 1821 | 1831 | 1836 | 1841 | 1846 | 1851 |
| ---- | ---- | ---- | ---- | ---- | ---- | ---- | ---- | ---- |
| 327  | 120  | 150  | 169  | 146  | 149  | 132  | 149  | 147  |

| 1856 | 1861 | 1866 | 1872 | 1876 | 1881 | 1886 | 1891 | 1896 |
| ---- | ---- | ---- | ---- | ---- | ---- | ---- | ---- | ---- |
| 120  | 133  | 144  | 122  | 131  | 154  | 139  | 95   | 111  |

| 1901 | 1906 | 1911 | 1921 | 1926 | 1931 | 1936 | 1946 | 1954 |
| ---- | ---- | ---- | ---- | ---- | ---- | ---- | ---- | ---- |
| 147  | 115  | 134  | 105  | 113  | 136  | 110  | 111  | 90   |

| 1962 | 1968 | 1975 | 1982 | 1990 | 1999 | 2006 | 2008 | 2013 |
| ---- | ---- | ---- | ---- | ---- | ---- | ---- | ---- | ---- |
| 91   | 92   | 84   | 88   | 82   | 81   | 93   | 97   | 99   |

| 2018 | 2022 | - | - | - | - | - | - | - |
| ---- | ---- | - | - | - | - | - | - | - |
| 95   | 115  | - | - | - | - | - | - | - |

## Culture locale et patrimoine

### Lieux et monuments
- Église Saint-Vaast des XIIIe et XVe siècles. Elle abrite des fonts baptismaux du XVe classés au titre objet aux monuments historiques[26].
- Vestiges d'une motte féodale au nord-est du village, au bord d'un ruisseau[27].
- Ancienne mairie, typique des mairies du pays d'Auge, édifiée en 1908. Elle abrite aujourd'hui le mémorial rendant hommage aux douze parachutistes anglais et canadiens morts le 6 juin 1944 dans le bois de Saint-Vaast-en-Auge[28],[29].
- Double lavoir[28].
- Le méridien de Greenwich passe dans la commune. Il est matérialisé sur la façade de la mairie.

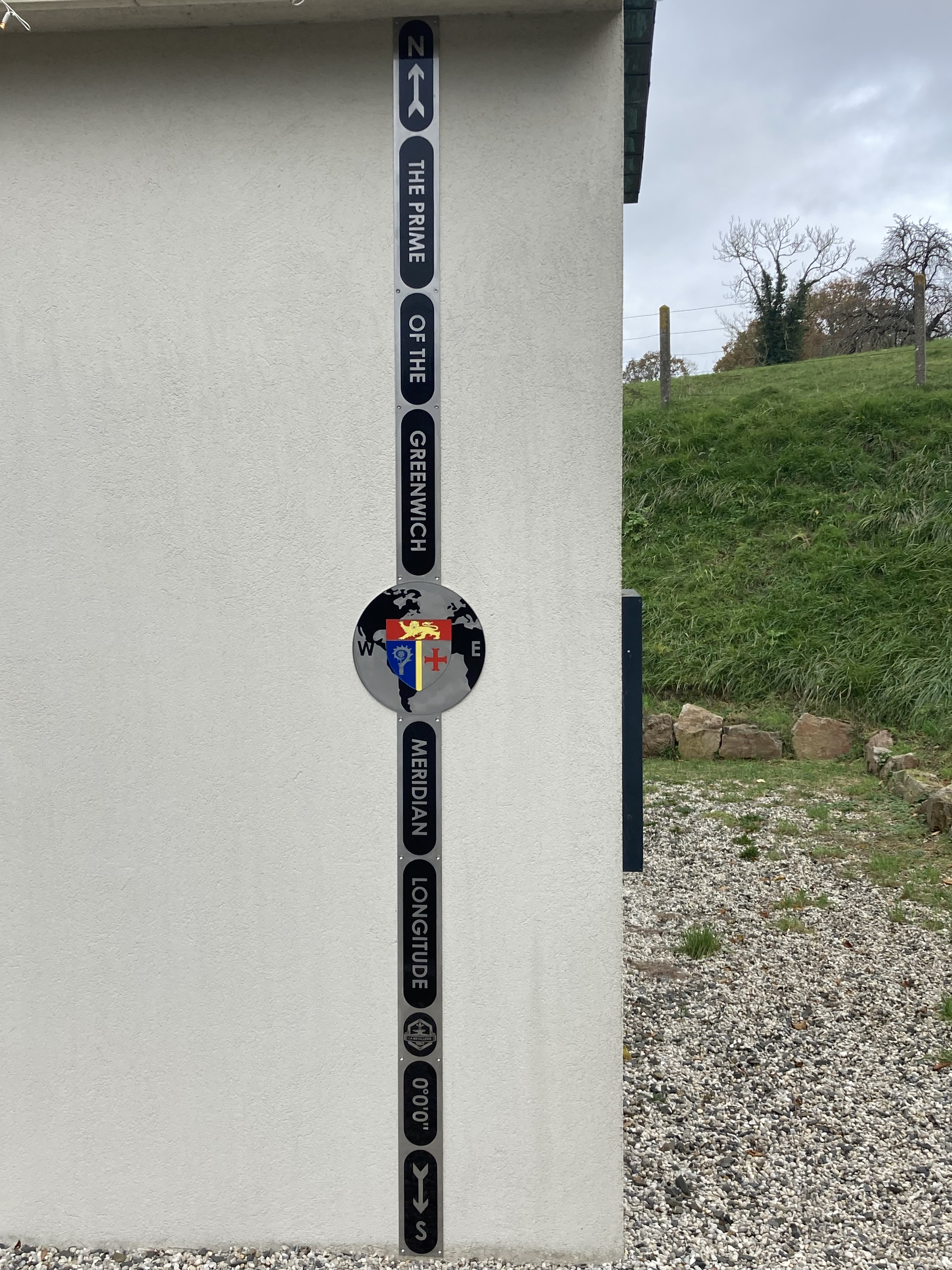
Le méridien de Greenwich matérialisé sur la mairie.
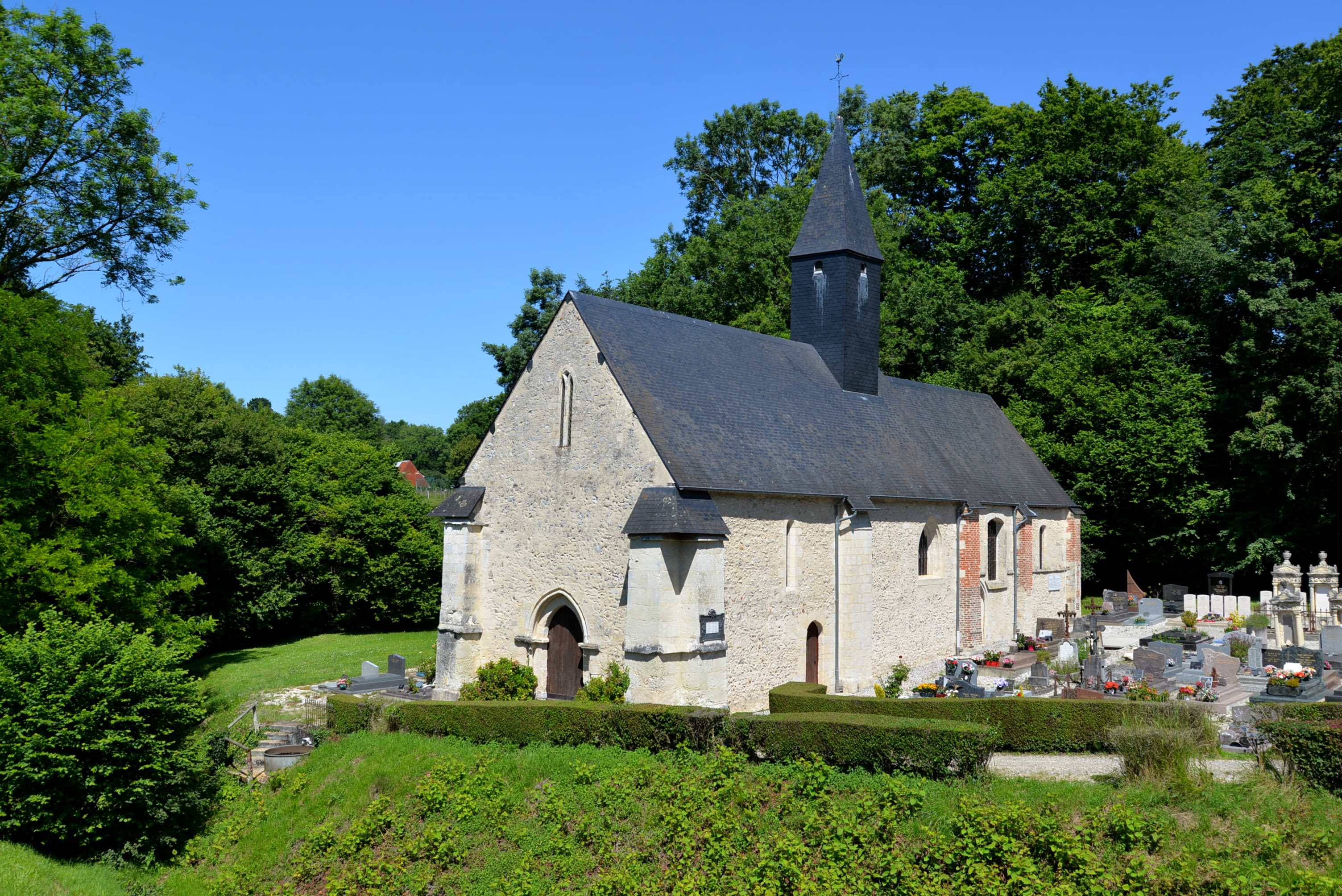
L'église Saint-Vaast.
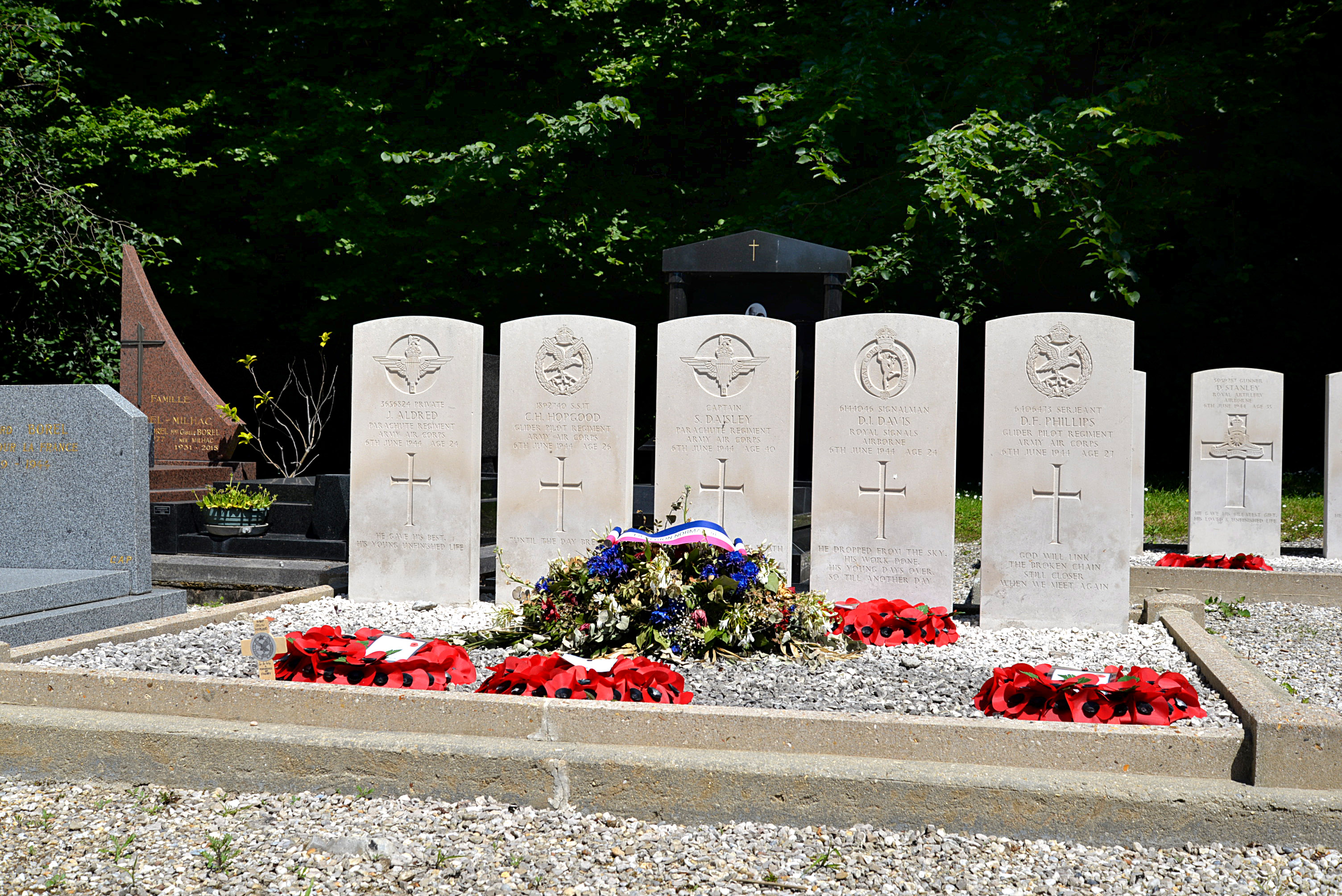
Les tombes de soldats anglais dans le cimetière.
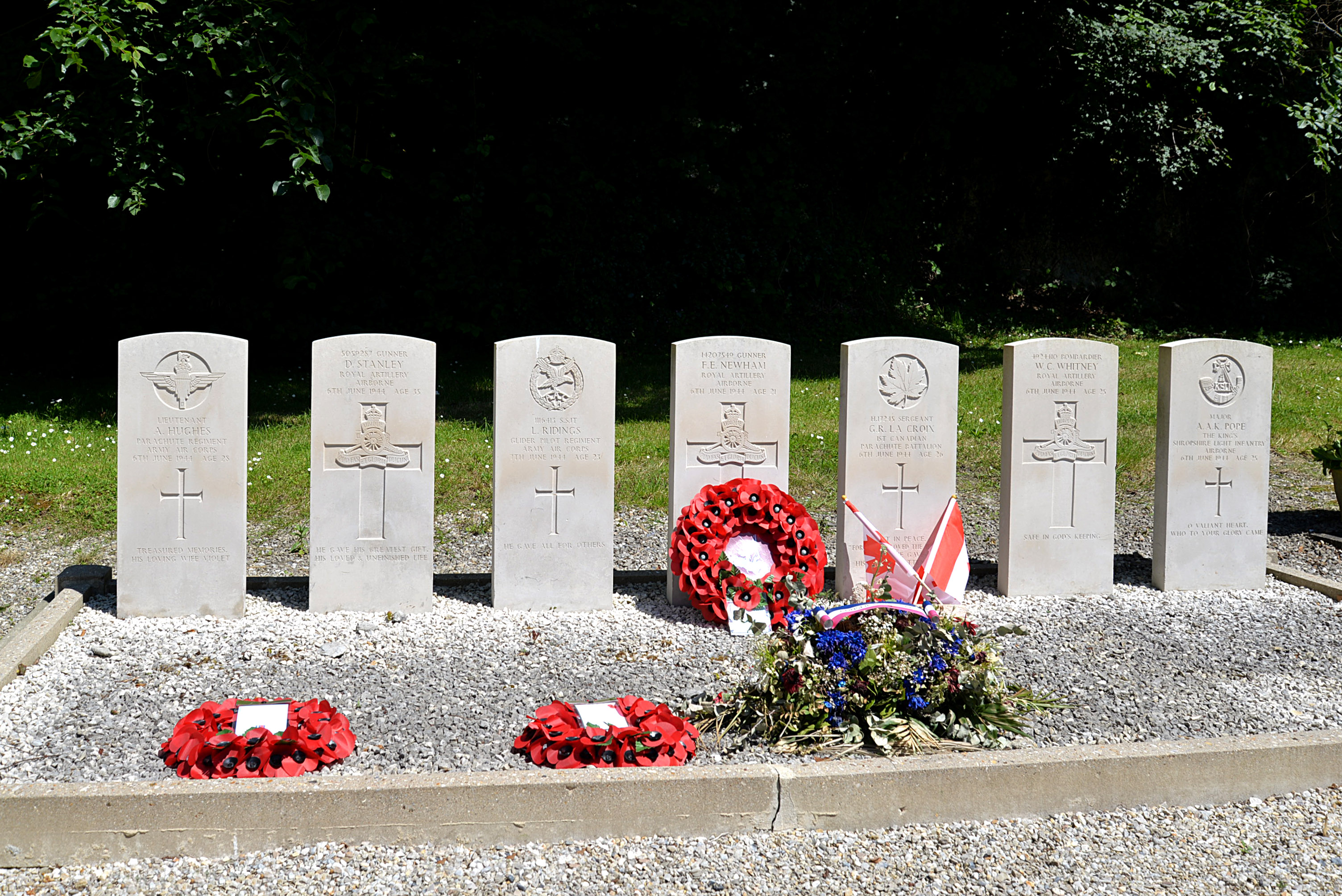
Les tombes de soldats anglais dans le cimetière.
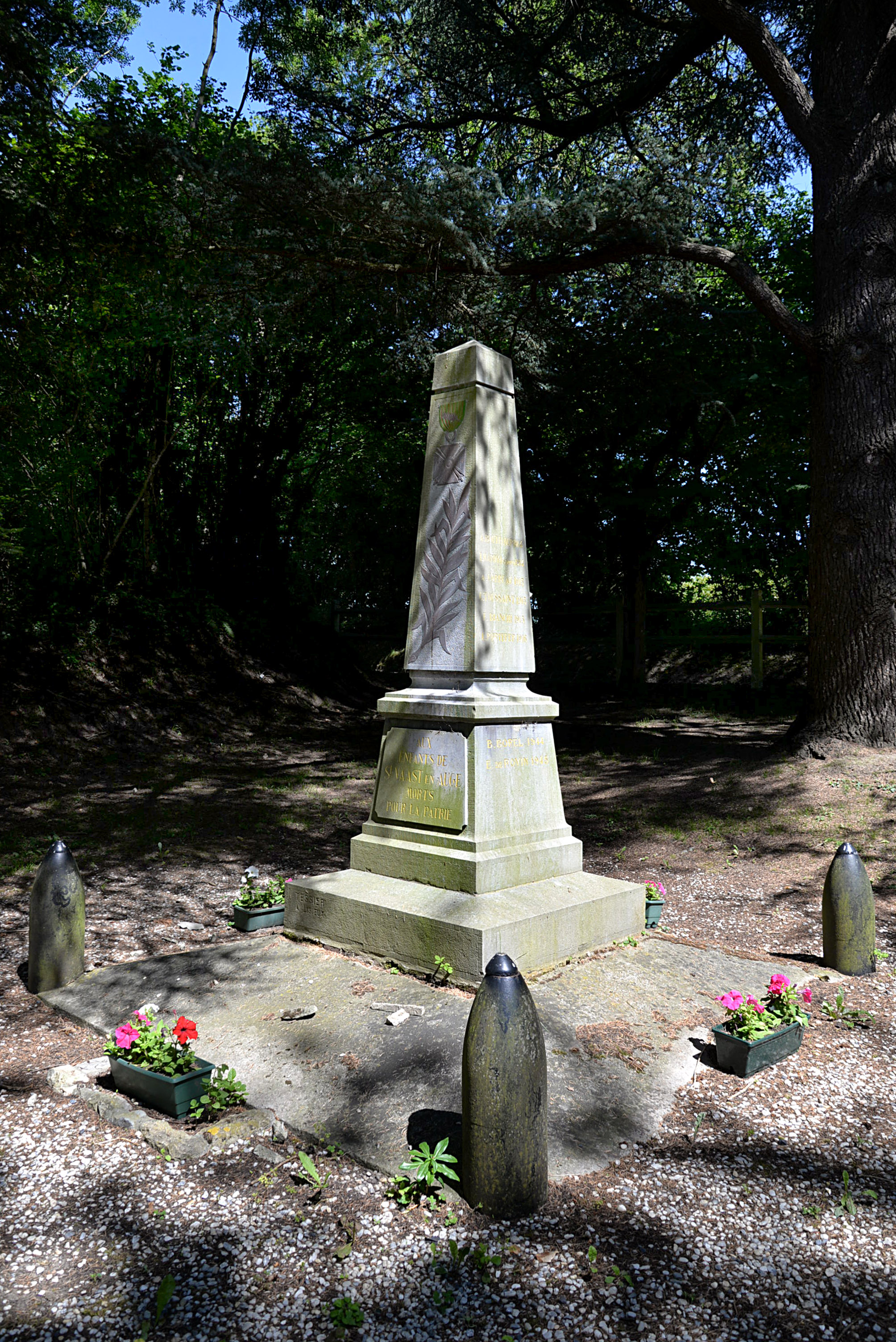
Le monument aux morts.
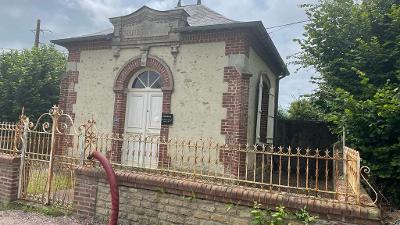
L'ancienne mairie de Saint-Vaast-en-Auge.

### Personnalités liées à la commune
- Nicole Ameline (Saint-Vaast, 1952-), femme politique.

### Héraldique
| Blason de Saint-Vaast-en-Auge | Blason  | Parti : au premier d'azur au crosseron d'argent, au second d'argent à la croix ancrée de gueules, à la vergette d'or brochant sur la partition, le tout sommé d'un chef de gueules chargé d'un léopard d'or armé et lampassé d'azur.                                                                                  |
| Blason de Saint-Vaast-en-Auge | Détails | - Le léopard d'or sur champ de gueules rappelle les armes de la Normandie. - La volute de crosse est l'attribut de St Vaast. - La vergette rappelle le méridien de Greenwich qui passe sur la commune. - La croix ancrée est celle des armoiries de la famille De Grente. Adopté (sans délibération) en octobre 2013. |